# Nymphuliella daeckealis
Nymphuliella daeckealis is een vlinder uit de familie van de grasmotten (Crambidae). De wetenschappelijke naam van de soort is voor het eerst gepubliceerd in 1915 door Frank Haimbach.
De soort komt voor in Canada en de Verenigde Staten.